# 法曾达维拉诺瓦
法曾达维拉诺瓦是巴西南大河州的一个市镇。总面积84.794平方公里，总人口3068人，人口密度36.2人/平方公里。